# حبيت يا ليل (ألبوم)
حبيت يا اليل هو رابع ألبوم رسمي للمطربة اللبنانية نوال الزغبي, تم إنتاجه وتوزيعه عام 1997 بواسطة شركة ريلاكس إن والألبوم مكون من 8 أغاني:
- حبيت ياليل
- انا احلويت
- غريب الراي
- نص القلب
- طمني حبيبي
- بيني وبينك
- لا تفكر
- صدفه